# Serdtse Parmý
Serdtse Parmý (russisk: Сердце Пармы, da.: Legendernes land) er en russisk spillefilm fra 2022 instrueret af Anton Megerditjev.

## Medvirkende
- Aleksandr Kuznetsov som Mikhail Jermolaevitj
- Jaroslav Beloborodov
- Jevgenij Mironov som Baptist Jonah
- Fjodor Bondartjuk som Ivan III Vasiljevitj
- Jelena Jerbakova som Titje
- Vitalij Kisjjenko som Fjodor Davydovitj Motlej
- Aleksandr Gorbatov som Jermolaj
- Sergej Puskepalis